# Museo di Vitichindo a Enger
Il Museo di Vitichindo ad Enger (in tedesco: Widukind Museum Enger) è un museo che si trova in Germania, nella città di Enger nel distretto di Herford; nel museo vengono presentate la storia del duca sassone Vitichindo e le leggende sulla sua vita e quelle dei suoi discendenti.
Il museo è ospitato in un'antica Dielenhaus del 1716. È stato fondato nel 1938; dopo un primo rinnovamento tra il 1981 e il 1983, agli inizi del XXI secolo ha subito una lunga ristrutturazione, venendo infine riaperto al pubblico il 20 agosto 2006. Il museo si trova nelle immediate vicinanze della collegiata di Enger. Dalla riapertura il museo è stato dotato di un sistema di audioguide e di supporti multimediali.
Al piano terra dell'edificio si trova un'esposizione stabile storica di reperti risalenti al tempo di Vitichindo, alle guerre sassoni e all'incorporazione della Sassonia nell'impero carolingio.
Ampio spazio ha anche la questione dell'effettiva sepoltura di Vitichindo nella vicina collegiata di Enger.